# 寫意人生
《寫意人生》（Life Art），香港無綫電視時裝電視劇，由鄭嘉穎、黎姿及秦沛領銜主演。該劇於2007年3月12日起，星期一至五晚香港時間21:30播出。

## 演員表

### 方家
| 演員   | 角色   | 關係/暱稱 |
| 陳嘉儀 | 區慧玲 | 方子敏、方子聰之母 |
| 鄭嘉穎 | 方子聰 | Ryan Technos公司前職員 IT CONNECTION公司職員 Janice前男友 呂嘉昇上司兼好友 方子敏之兄 區慧玲之子 任芝華男友 任清泉普通話與書法學生 |
| 唐詩詠 | 方子敏 | Isabel 方子聰之妹 區慧玲之女 Stella、Suki同學 呂嘉昇女朋友                                                                         |

### 任家
| 演員           | 角色   | 關係/暱稱 |
| 秦 沛          | 任清泉 | 任芝華之父 高大威之姐夫 尚寶軒書法老師 王俊傑舅公 |
| 麥長青         | 高大威 | Daniel 前電影畫報藝術家 任芝華之舅父 任清泉之舅仔 廖小冰之夫 尚寶軒新任總經理                                                                                  |
| 林漪娸         | 廖小冰 | 畫廊老闆 高大威之妻 任芝華之舅母 |
| 許穎童（童年） | 任芝華 | 任清泉之女 高大威之外甥女 方子聰之女友 Janice之情敌 右手被門夾傷而造成殘疾 前都市拍賣行業務部副經理 前花店店員 王俊傑表姨（暱稱姨姨華華） 童書「森林學校」作者 |
| 袁家怡（青年） | 任芝華 | 任清泉之女 高大威之外甥女 方子聰之女友 Janice之情敌 右手被門夾傷而造成殘疾 前都市拍賣行業務部副經理 前花店店員 王俊傑表姨（暱稱姨姨華華） 童書「森林學校」作者 |
| 黎 姿          | 任芝華 | 任清泉之女 高大威之外甥女 方子聰之女友 Janice之情敌 右手被門夾傷而造成殘疾 前都市拍賣行業務部副經理 前花店店員 王俊傑表姨（暱稱姨姨華華） 童書「森林學校」作者 |

### IT CONNECTION公司
| 演員   | 角色    | 關係/暱稱                                                             |
| 鄭嘉穎 | 方子聰  | IT Connection職員 參見方家                                            |
| 王賢誌 | 呂嘉昇  | Ray 方子聰下屬兼好友 Technos公司前職員 IT Connection職員 方子敏男朋友 |
| 河國榮 | William | 威廉王子 方子聰下屬 前Technos公司職員 IT Connection職員               |
| 岑寶兒 | 凱 珊   | Agnes 方子聰下屬 前Technos公司職員 IT Connection職員                  |

### Technos公司
| 演員          | 角色   | 關係/暱稱                                                         |
| 陳芷菁        | 江 風  | 高企科技集團副總裁 Technos高級行政總裁 高賓、方子聰、全英偉前上司 |
| 駱應鈞        | 高 賓  | James Technos職員 江風下屬 Tracy前夫 全英偉前妹夫 于第18集被解雇  |
| 陳少邦        | 龍     | Dragon 方子聰前下屬                                               |
| 夏竹欣        | Moon   | 方子聰前下屬                                                      |
| 傅劍虹        | 展潤博 | 江風下屬                                                          |
| 張笑千        | 馬 軍  | 江風下屬                                                          |
| 姚 斌         | 胡 民  | 江風下屬                                                          |
| 張漢斌        | Matt   | 高賓、全英偉前下屬                                                |
| 江 暉         | Franco | 高賓、全英偉前下屬                                                |
| 沈可欣        | Niki   | 高賓、全英偉前下屬                                                |
| 莊迪生        | -      | 高賓、全英偉前下屬                                                |
| 周寶霖        | -      | 高賓、全英偉前下屬                                                |
| 何綺雲        | Elaine | 高賓、江風祕書                                                    |
| 朱婉儀        | -      | 接待員                                                            |
| 麥嘉倫        | -      | 高層                                                              |
| 梁健平        | -      | 高層                                                              |
| 高俊文        | -      | 高層                                                              |
| 鍾志光        | -      | 高層                                                              |
| Anders Nelson | Nelson | Technos公司前老闆                                                 |

### 尚寶軒
| 演員   | 角色   | 關係/暱稱               |
| 秦 沛  | 任清泉 | 尚寶軒書法老師 參見任家 |
| 陳嘉儀 | 區慧玲 | 參見方家                |
| 陳勉良 | 蕭 漢  | 尚寶軒職員              |
| 林敬剛 | 何泳東 | 尚寶軒職員              |
| 曾慧雲 | 李妙群 | 尚寶軒職員              |
| 何偉業 | -      | 尚寶軒學習書法之學生    |
| 黃梓瑋 | -      | 尚寶軒學習書法之學生    |

### 其他演員
| 演員   | 角色     | 關係/暱稱                                                 |
| 黃智賢 | 全英偉   | Vin Tracy之兄 高賓前下屬兼大舅仔 Technos前職員 江風前下屬 |
| 陳穎妍 | Tracy    | 高賓之前妻 全英偉之妹                                     |
| 朱慧敏 | Janice   | 方子聰前女友                                              |
| 陳鴻烈 | 黃道齡   | 任清泉好友 任芝華國畫師傅                                 |
| 嘉 凌  | 黃偉勳   | 黃道齡之子 因欠賭債而賣假畫給尚寶軒（第20集）             |
| 余慕蓮 | 燕 姐    | 區慧玲裁縫同事                                            |
| 許明志 | -        | 街市菜販（第1、15集）                                     |
| 蕭徽勇 | -        | 街市牛內佬（第1、15集）                                   |
| 游 飇  | -        | 街市賣魚佬（第1、15集） 電單車行老闆                      |
| 馬海倫 | 麥舒寧芬 | 麥太 Chester之母 區慧玲客戶                               |
| 楊洛婷 | Chester  | 麥舒寧芬之女 對方子聰有好感 至北京修讀課程                |
| 陳文靜 | Jess     | 區慧玲客戶（第1集）                                       |
| 陳丹丹 | Minnie   | 區慧玲客戶 對方子聰有好感                                 |
| 蔡康年 | -        | 電視台問答節目無敵狀元紅主持人（第1集）                   |
| 曾健明 | -        | 畫廊老闆 高大威朋友（第2集）                              |
| 高鈞賢 | Jason    | 任芝華北京同學 對任芝華有好感（第2集）                    |
| 簡慕華 | Yan      | 花店老闆娘 任芝華好友（第2集）                            |
| 曾守明 | 註冊官   | 高大威、廖小冰之結婚註冊官（第2集）                       |
| 王基信 | 新 郎    | 高大威、廖小冰同行（第2集）                               |
| 謝兆   | 新 娘    | （第2集）                                                 |
| 趙樂賢 | 伴 郎    | （第2集）                                                 |
| 蔡考蘭 | 伴 娘    | （第2集）                                                 |
| 柯 嵐  | -        | 攝影師（第2集）                                           |
| 曾梓明 | -        | 註冊官助手（第2集）                                       |
| 霍兆麟 | -        | 註冊官助手（第2集）                                       |
| 馬小靈 | 莫經理   | 都市拍賣行經理 任芝華前上司（第2集）                      |
| 黎銘諾 | -        | 都市拍賣行職員 任芝華前下屬（第2集）                      |
| 黃樂兒 | -        | 都市拍賣行職員 任芝華前下屬（第2集）                      |
| 張智軒 | -        | 廖小冰畫廊客人（第3集）                                   |
| 麥子樂 | Cliff    | 第4集                                                     |
| 王維德 | 芳       | 王俊傑之父                                                |
| 祝文君 | 標       | 王俊傑之母 任芝華之表姐                                   |
| 莫凱謙 | 王俊傑   | Kenny仔 任芝華表姨甥                                      |
| 黃澤鋒 | Sunny    | 太陽叔叔出版社老闆（出版任芝華童書） 方子聰中學同學       |
| 王偉樑 | 羅 波    | 高大威朋友（利用高大威）                                  |
| 馬蹄露 | -        | 羅波之妻（第18集）                                        |
| 趙永洪 | -        | 骨科醫生                                                  |
| 謝珊珊 | -        | 護士                                                      |
| 賀文傑 | -        | 侍應                                                      |
| 黃俊紳 | -        | 茶餐廳侍應                                                |
| 孫季卿 | -        | 藥材舖老闆                                                |
| 招石文 | 岑啟揚   | 任芝華的骨科醫生                                          |
| 孫季卿 | -        | 藥材舖老闆                                                |
| 諾 思  | 玲 玲    | 任芝華同學                                                |
| 徐 榮  | -        | Solar Club Pub侍應                                        |
| 楊證樺 | -        | Solar Club Pub侍應                                        |
| 李鴻   | Peter    | coffee Shop老闆 方子聰朋友                                |
| 冼灝英 | 阿 金    | 跆拳道館教練 方子敏教練 茶餐廳侍應 大樓看更               |
| 殷 櫻  | Ada      | 保險經紀 呂嘉昇前女友 （第11集）                          |
| 戴耀明 | Darek    | 相機舖店員                                                |
| 張國威 | -        | 方子敏同學                                                |
| 雷 恩  | Stella   | 方子敏同學                                                |
| 梁珈詠 | Suki     | 方子敏同學                                                |
| 李啟傑 | 包公子   | 舞會客人 Chester舞伴（第11集）                            |
| 甘子正 | -        | 舞會客人（第11集）                                        |
| 鄧英敏 | 李總理   | 舞會客人（第11集）                                        |
| 楊鴻俊 | -        | 急症室醫生                                                |
| 林影紅 | -        | 急症室護士                                                |
| 羅林池 | -        | 冰室侍應                                                  |
| 卓 鑠  | -        | 地產經紀（第14集）                                        |
| 盧永匡 | -        | 地產經紀（第14集）                                        |
| 劉天龍 | -        | 廖小冰畫廊職員                                            |
| 林遠迎 | -        | 大廈管理員（第15集）                                      |
| 古明華 | 馮日高   | 廖小冰上海工作夥伴 對廖小冰有好感                         |
| 子明   | -        | 已退休警察 馮日高阿公 鸞和堂老闆                          |
| 黃文標 | -        | 麥舒寧芬債主（第17集）                                    |
| 鄭家生 | -        | 麥舒寧芬債主（第17集）                                    |
| 葉 暐  | -        | 卡啦OK顧客 與方子敏吵架者（第19集）                       |
| 陳 堃  | -        | 卡啦OK顧客 與方子敏吵架者（第19集）                       |
| 關 菁  | 嚴先生   | 經營地產生意 誤買黃道齡的假畫（第19集）                   |
| 魯文傑 | 朱義誠   | 三水專畫A畫畫家（第19集）                                 |
| 黃卓慧 | -        | -                                                         |
| 孫慧雪 | -        | 記 者（第20集）                                           |
| 伍濼文 | -        | 記 者（第20集）                                           |

## 廣東收視
以下為該劇於無綫電視翡翠台在廣州同步播放之收視紀錄：
| 集數  | CSM收視 | 集數  | AGB省網 | AGB市網 | AGB合計 |
| ----- | ------- | ----- | ------- | ------- | ------- |
| 1-14  | 15.5    | 1-5   | 7.2     | 9.5     | 16.7    |
| 15-20 | 16.5    | 6-10  | 8.7     | 8.5     | 17.2    |
|       |         | 11-15 | 7.5     | 9       | 16.5    |
|       |         | 16-20 | 7.4     | 9.1     | 16.5    |

## 外部連結
- 無綫電視官方網頁 - 寫意人生

| 高朋滿座 -3月10日         | 同事三分親 3月12日-                              | 同事三分親 3月12日-                              | 同事三分親 3月12日-       |
| 十兄弟 -3月9日            | 亂世佳人 3月12日-4月14日                         | 亂世佳人 3月12日-4月14日                         | 天機算 4月16日-           |
| 上一套： 迎妻接福 -3月9日 | 翡翠台第三綫劇集（2007） 寫意人生 3月12日-4月8日 | 翡翠台第三綫劇集（2007） 寫意人生 3月12日-4月8日 | 下一套： 溏心風暴 4月9日- |

| 香港、 马来西亚、 新加坡 TVB星河频道 星期一至五 18:30 - 19:30 | 香港、 马来西亚、 新加坡 TVB星河频道 星期一至五 18:30 - 19:30 | 香港、 马来西亚、 新加坡 TVB星河频道 星期一至五 18:30 - 19:30 |
| ------------------------------------------------------------- | ------------------------------------------------------------- | ------------------------------------------------------------- |
|                                                               | 寫意人生 （2023年6月5日－2023年6月30日）                      |                                                               |
| 同撈同煲 （2023年5月8日－2023年6月2日）                       | 全院滿座 （2023年7月3日－2023年7月28日）                      |                                                               |